# Światowy Dzień Cukrzycy
Światowy Dzień Cukrzycy (ang. World Diabetes Day) – międzynarodowe święto, obchodzone corocznie 14 listopada, w rocznicę urodzin odkrywcy insuliny, Fredericka Bantinga, ustanowione przez Międzynarodową Federację Diabetologiczną (ang. International Diabetes Federation, IDF) w 1991 roku, w 70. rocznicę odkrycia hormonu (1921).
W 2006 roku Federacja rozpoczęła kampanię „Zjednoczeni na Rzecz Cukrzycy”, mającą na celu zwiększenie ogólnej świadomości społeczeństwa na temat cukrzycy. Odpowiadając na apel IDF i jej członków, oraz m.in. poparcie organizacji diabetologicznych z całego świata, Zgromadzenie Ogólne ONZ ogłosiło rezolucję na rzecz walki z cukrzycą (rezolucja 61/225 z 20 grudnia 2006), ustanawiając dzień 14 listopada Światowym Dniem Cukrzycy Narodów Zjednoczonych.
Uznano za konieczne zwiększenie wysiłków w celu promowania i poprawy ludzkiego zdrowia, a także zapewnienie lepszego dostępu do leczenia i edukacji diabetologicznej.
Ogólnopolski Dzień Diabetyka obchodzony jest tradycyjnie w czerwcu każdego roku (choć dzień ten obchodzony był także pod koniec maja).